# Huracán Frances
El huracán Frances fue la sexta tormenta tropical que llevó nombre del Atlántico en 2004. Frances alcanzó una fuerza máxima de 233 km/h (Categoría 4 en la Escala Saffir-Simpson). El ojo del huracán pasó por la isla de San Salvador y muy cerca de la isla cat en Bahamas y sus partes externas afectaron también Puerto Rico y las Islas Vírgenes Británicas. (enlace roto disponible en Internet Archive; véase el historial, la primera versión y la última). Luego Frances pasó por la sección central del estado de la Florida en los Estados Unidos, rápidamente sobre el golfo de México para luego regresar a la Florida. Afectó las regiones centrales de Florida a solo tres semanas del paso del huracán Charley, que fue uno de los más costosos de la historia (cerca de 7000 millones de dólares en daños). Frances se movió a continuación hacia Georgia donde se redujo a una depresión tropical antes de desaparecer.
como consecuencia de los daños, el nombre de "Frances" fue retirado y sustituido por "Fiona" para la temporada del 2010.

## Impacto

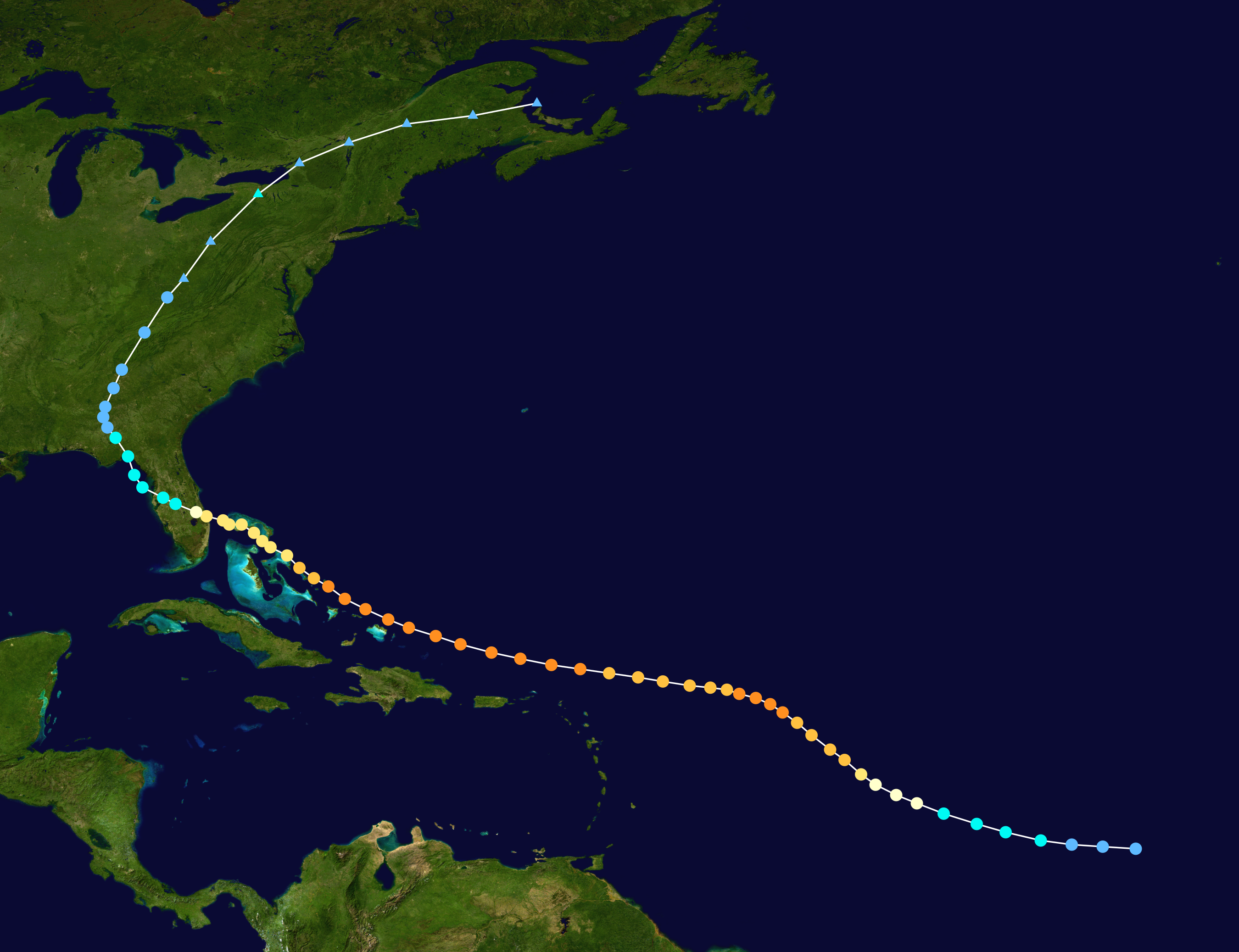
Ruta de Frances.

Se reportaron 2 muertes en Bahamas, 10 en Florida y 2 en Georgia. Causó fuertes daños en una planta de ensamblaje de vehículos y en el Centro Espacial Kennedy.